# 1611
Cette page concerne l'année 1611  du calendrier grégorien.
L'année 1611 est une année commune qui commence un samedi.

## Événements
- 28 avril : fondation de l'Université de Santo Tomas à Manille[1].
- 13 mai : retour de Samuel de Champlain à Québec. Durant l'été, il explore le secteur de Montréal et descend les rapides de Lachine[2].
- 25 mai : Empire moghol : Jahângîr épouse Mir un-Nisâ, rebaptisée Nûr Jahân (« Lumière du monde »), dont il avait ordonné la mort de l’époux Sher-afghan, un aventurier persan accusé de tendance à la rébellion[3]. Nûr Jahân instaure la domination du clan iranien à la cour. Par la suite, l’empereur sombrera dans l’alcoolisme et se désintéressera des affaires de l’Empire. Nûr Jahân ira même jusqu’à faire frapper sa propre monnaie.
- 22 juin : mutinerie des marins du Discovery. Henry Hudson, son fils John (encore adolescent) et sept autres membres d'équipage restés fidèles sont abandonnés dans une chaloupe sur la baie d'Hudson[4].
- 20 août : tremblement de terre majeur à Mexico[5].
- 31 août : Le Globe, navire de la Compagnie anglaise des Indes orientales, commandé par le capitaine Hippon, débarque  à Masulipatam en Inde, où il établit des relations commerciales (calicots), avant de se rendre à Banten pour se charger en épices[6]. Les Anglais établissent des comptoirs en Inde à Masulipatam, Âgrâ et Surate entre 1611 et 1618.

- Nguyễn Hoàng gouverneur de Huế, au centre du Viêt Nam, profite d’une incursion des Chams au Quảng Nam pour leur enlever la région de Phú Yên[7].

### Europe
- 15 février : l’archiduc Léopold se présente devant Prague avec 10 000 hommes. Rodolphe II fait appel à Léopold pour barrer le chemin de l’Empire à son frère Matthias. Léopold marche sur Prague où il se heurte à Matthias, qui entre à Prague le 23 mai[8].

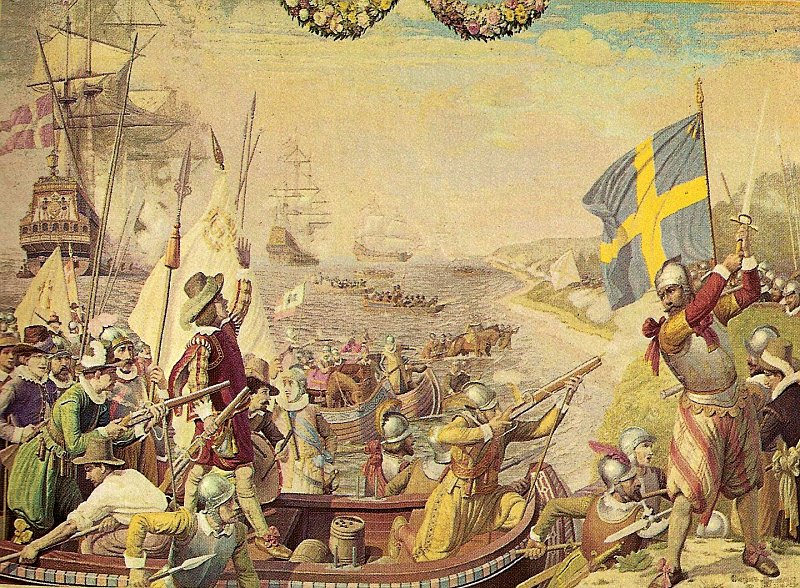
3 mai : guerre de Kalmar (Gobelins)

- 4 avril : le roi Christian IV de Danemark déclare la guerre à la Suède (guerre de Kalmar, 1611-1612). Il s’empare de Kalmar (3-27 mai) puis de sa citadelle (3 août) et d’Elfsborg (24 mars 1612)[9].

- 22 mai : création du titre de baronnet en Angleterre[10]. La Couronne vend des titres de noblesse avec largesse pour améliorer ses finances.
- 25 mai : Matthias est couronné roi de Bohême[8].

- 6 juin : en Navarre, l’Inquisition frappe sévèrement une secte de plus de 12 000 adeptes qui « adorent le démon, lui élèvent des autels et traitent familièrement avec lui à tout propos »[11].
- 23 juin : Jean-Georges Ier de Saxe devient électeur de Saxe (fin en 1656)[12].
- 12 juillet : l’Archiduc Albert promulgue à Bruxelles « l’Édit perpétuel », fruit des travaux d'une commission de magistrats et de légistes chargés d’unifier le droit des anciens Pays-Bas espagnols. L’Édit perpétuel est à l’origine du premier code de lois belge[13].
- 12 septembre : Radu Serban, voïévode de Valachie, est déposé par les Turcs qui imposent Radu IX Mihnea[14].
- 29 octobre : entrée triomphale du connétable Zolkiewski à Varsovie, où Sigismond III Vasa a transféré sa résidence[15].
- 16 novembre : les représentants des électeurs imposent à Rodolphe II du Saint-Empire la désignation d'un empereur[8].
- 13 décembre : début du règne de Gustav II Adolphe, roi de Suède qui succède à Charles IX (fin en 1632)[16].
- 31 décembre : le roi de Suède promulgue une charte d'accession au trône (konungaförsäkran)[17] qui soumet la guerre et la paix au Riksdag (diète) et au Riksråd (sénat). Il doit reconnaître les privilèges de la noblesse (exemption de l’impôt) en échange de son concours militaire. Il reconnaît aux non-luthériens étrangers le droit de séjourner dans son royaume à condition qu’ils ne se livrent à aucune manifestation extérieure de leur religion.

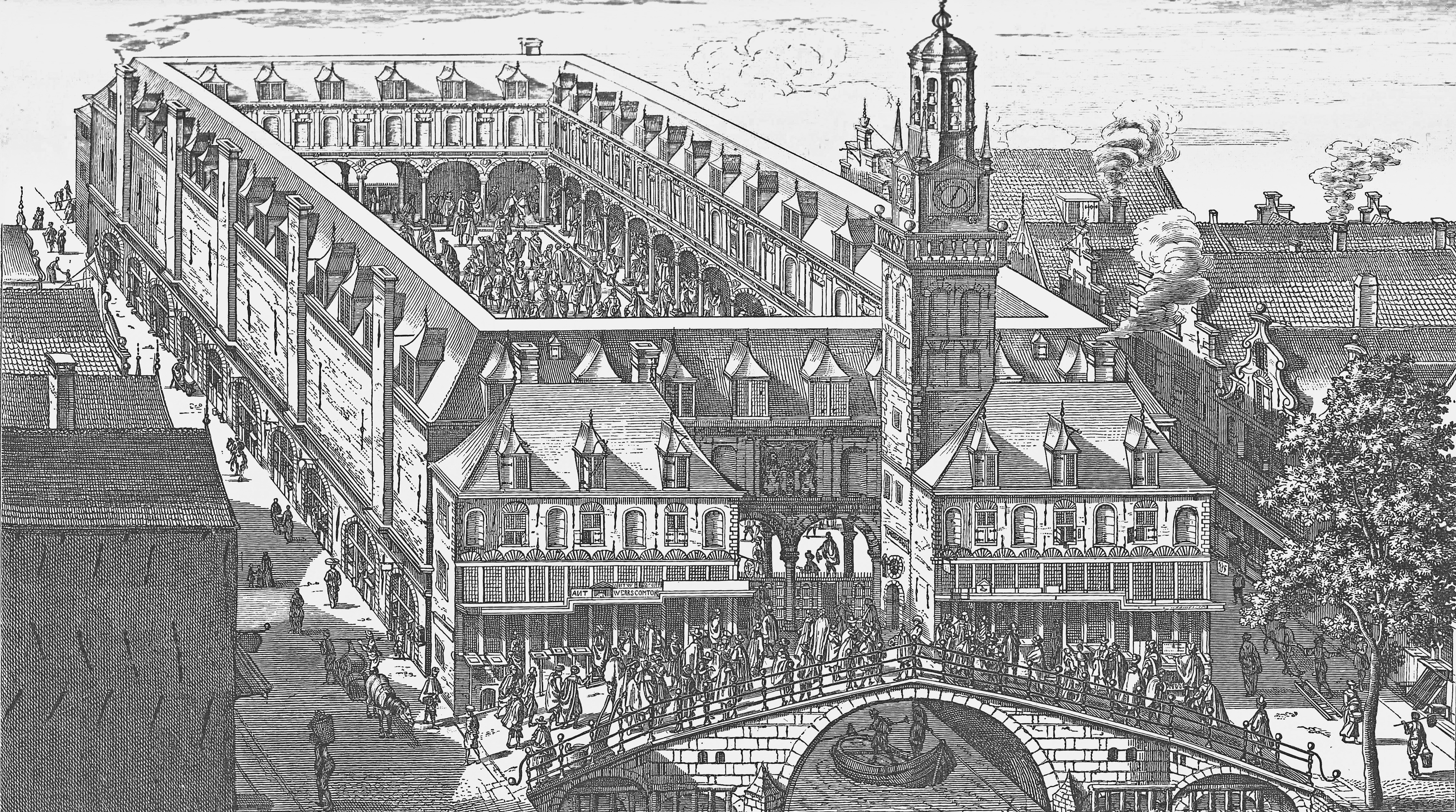
La vieille Bourse d'Amsterdam (Koopmansbeurs).

- Ouverture de la Bourse d’Amsterdam, construite par Hendrick de Keyser[18].
- La version anglaise officielle de la Bible du roi Jacques Ier est terminée[19].

#### Russie
- Janvier : manifeste du noble de Riazan Procope Liapounov, qui appelle les villes russes du bassin de l'Oka à se révolter contre la domination polonaise. Des milices s’organisent[20].
- 29 mars (19 mars du calendrier julien) : les Moscovites se soulèvent contre la garnison polonaise[20]. La milice de Liapounov et Pojarski attaque le Kremlin de Moscou, mais est repoussée par un mercenaire français, Jacques Margeret[21]. La garnison polonaise incendie Moscou, qui brûle jusqu'au 31 mars/21 mars, tandis qu'une armée russe de 100 000 hommes s’apprête à assiéger la capitale (4 avril/25 mars)[22].
- 3 avril (24 mars du calendrier julien) : après la déposition du patriarche de Moscou Hermogène, le patriarche pro-polonais Ignace célèbre la liturgie de Pâques puis, réalisant la précarité de sa situation, s'enfuit à Vilnius[20].
- Juin : Liapounov et les chefs cosaques Troubetzkoï et Zaroutski forment un gouvernement provisoire[23]. Une réforme agraire radicale est projetée. Liapounov est finalement assassiné par les cosaques (1er août/22 juillet du calendrier julien)[24].

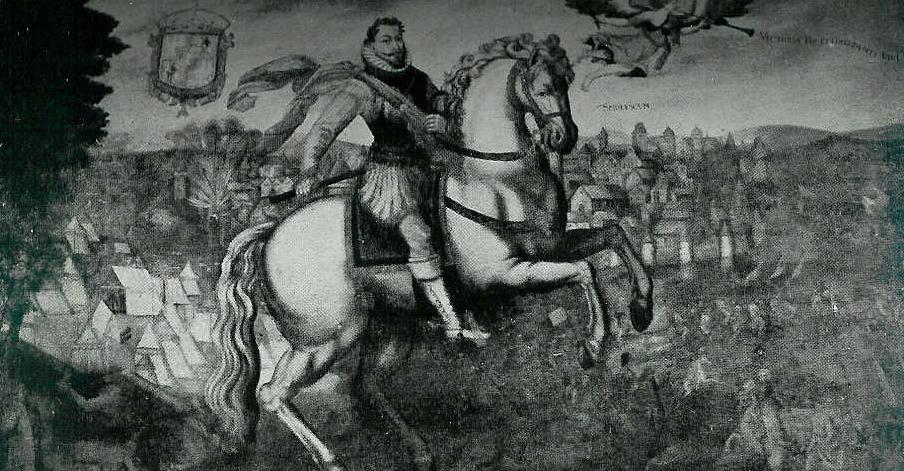
13 juin : Sigismond Vasa à Smolensk par Tommaso Dolabella

- 13 juin : les Polonais prennent Smolensk[25].

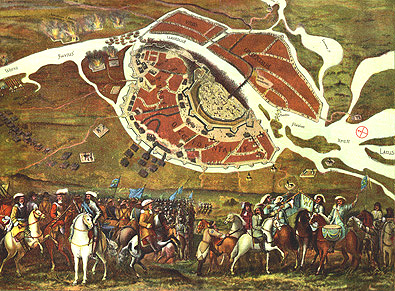
8-16 juillet : siège de Novgorod

- 16 juillet : les Suédois prennent Novgorod[20].
- Septembre : Kouzma Minine, échevin de Nijni Novgorod, et le prince Dmitri Pojarski préparent un soulèvement national. Ils réussissent à lever une armée populaire au nord-est de la Russie[26].

## Naissances en 1611
- 28 janvier : Johannes Hevelius, astronome polonais († 28 janvier 1687).
- 17 février : Maerten Boelema de Stomme,  peintre de natures mortes hollandais  († 1664).
- 20 mars : Antonio de Pereda, peintre espagnol du siècle d'or († 30 janvier 1678).
- 11 septembre : Henri de la Tour d'Auvergne, vicomte de Turenne, maréchal de France, maréchal général des camps et armées du roi. († 27 juillet 1675)

- Date précise inconnue :
  - David des Granges (baptisé en 1611), († 1671 ou 1672))
  - Pablo Bruna, compositeur et organiste espagnol († 26 juin 1679).
  - Charles-Alphonse Du Fresnoy, peintre, critique d'art et poète français (ou en 1612) († 16 janvier 1668).
  - Gilbert Pickering, personnalité politique britannique († octobre 1668).
  - Mateo Núñez de Sepúlveda, peintre espagnol († 1660).
- Vers 1611 :
  - Willem van de Velde l'Ancien, peintre de marine et dessinateur néerlandais († 13 décembre 1693).
  - Hendrick Cornelisz. van Vliet, peintre néerlandais († 28 octobre 1675).

## Décès en 1611
- 5 janvier : Jean Papire Masson, écrivain, historien, géographe, biographe, critique et avocat français (° 6 mai 1544).
- 16 janvier : Niiro Tadamoto, obligé de Shimazu Yoshihisa, daimyo de la province de Satsuma (° 1526).
- 21 janvier : Mariano Pierbenedetti, cardinal italien (° 1538).
- 31 janvier : Noël Mars, religieux catholique français de l'ordre des Bénédictins (° 24 avril 1576).

- 1er février : Hiraiwa Chikayoshi, daimyo du début de l'époque d'Edo, à la tête du domaine d'Inuyama (° 1542).
- 3 février :
  - Matsudaira Iekiyo, samouraï de la fin de l'époque Azuchi Momoyama et du début de l'époque d'Edo au service du clan Tokugawa et plus tard, daimyo (° 1566).
  - Ottavio Paravicini, cardinal italien (° 11 juillet 1552).
- 16 février : Anthony Jenkinson, explorateur anglais (° 8 octobre 1529).
- 26 février : Antonio Possevino, prêtre jésuite italien, théologien, auteur spirituel et controversiste (° 12 juillet 1533).

- 2 mars : Ernest II de Brunswick-Lunebourg, duc de Brunswick-Lunebourg et prince de Lunebourg (° 31 décembre 1564).
- 20 mars : Johann Georg Gödelmann, juriste et diplomate allemand (° 12 mai 1559).

- 7 avril : Antonio Pérez, diplomate espagnol et ministre de Philippe II d'Espagne (° 1539).
- 8 avril : George Critton, jurisconsulte et helléniste écossais (° vers 1555).
- 16 avril : Charles-Timoléon de Beauxoncles, poète satirique français (° vers 1560).

- 2 mai : Heinrich Compenius l'ancien, organiste, compositeur et facteur d'orgue allemand (° vers 1525).
- 4 mai : Honda Yasushige, samouraï de la fin de la période Sengoku et du début de l'époque d'Edo (° 1554).
- 29 mai : Asano Nagamasa, samouraï de l'époque Sengoku (° 1546).
- 30 mai : Jean Buys, prêtre jésuite, théologien et auteur spirituel néerlandais (° 14 avril 1547).

- 8 juin : Jean Bertaut, poète français et un évêque de Sées (° 1552).
- 22 juin : Amakasu Kagetsugu, samouraï au service du clan Uesugi (° 1550).
- 23 juin : Henry Hudson, navigateur et explorateur anglais(° vers 1565).

- 13 juillet : Sanada Masayuki, daimyo de l'époque Sengoku de l'histoire du Japon (° 1547).
- 26 juillet : Horio Yoshiharu, daimyo des époques Azuchi-Momoyama et Edo de l'histoire du Japon (° 1542).

- Juillet/août : Bartholomeus Spranger, peintre maniériste, graveur et dessinateur brabançon (° 1546).

- 2 août : Katō Kiyomasa, daimyo de la période Sengoku (° 25 juillet 1562).
- 5 août : Girolamo Bernerio, cardinal italien (° 1540).
- 8 août : Christophe Ostorod, socinien allemand-polonais (° 1560).
- 9 août :
  - Ichijō Uchimoto, noble de cour japonais (kugyō) de l'époque Azuchi Momoyama (° 1548).
  - Domenico Pinelli, cardinal italien (° 21 octobre 1541).
- 27 août : Tomas Luis de Victoria, compositeur espagnol, élève de Palestrina, organiste du couvent des carmélites déchaussées de Madrid (° vers 1548).
- 28 août : Philip Rubens, philologue flamand (° 27 avril 1574).

- 9 septembre : Éléonore de Médicis, fait partie de la famille grand-ducale des Médicis (° 1er mars 1567).
- 12 septembre : Simon Forman, astrologue, occultiste et herboriste anglais (° 31 décembre 1552).
- 18 septembre : Jean-Auguste de Palatinat-Lützelstein, co-duc de Veldenz et duc de Lützelstein (° 26 novembre 1575).
- 22 septembre : Pedro de Ribadeneyra, jésuite espagnol, proche collaborateur de saint Ignace de Loyola (° 1er novembre 1526).
- 29 septembre : Barthélemy de Laffemas, économiste français, des suites d'une chute de cheval[27] (° 1545).

- 3 octobre : Charles de Mayenne, noble français (° 26 mars 1554).
- 8 octobre : Pierre de L'Estoile, mémorialiste et collectionneur français (° 1546).
- 11 octobre : John Cowell, jurisconsulte anglais (° 1554).
- 30 octobre : Charles IX de Suède[16] (° 4 octobre 1550).

- 21 novembre : Benoît de Canfield, religieux de l'ordre des frères mineurs capucins (° 1562).
- 23 novembre : Cornelius Schonaeus, enseignant, latiniste et dramaturge néerlandais (° 1540).
- 30 novembre : Lanfranco Margotti, cardinal italien (° novembre 1558).

- 15 décembre : Walter Scott de Buccleuch, 1er lord Scott de Buccleuch, aristocrate écossais (° 1565).

- Date précise inconnue :
  - Jacques-Marie d'Amboise, helléniste français (° 1538).
  - Adam Abutiekiewicz, compositeur polonais (° 1545).
  - Henri de Bourbon, vicomte titulaire de Lavedan, baron de Malause (° 1544).
  - André de Meester, théologien et historien hollandais (° ?).
  - Ludovico Buti, peintre italien du maniérisme tardif de l'école florentine (° vers 1560).
  - Giovanni Antonio Dosio, architecte et sculpteur italien (° 1533).
  - Johannes Eccard, compositeur allemand (° 1553).
  - Gioseffo Guami, compositeur, organiste, violoniste et chanteur italien de l'école vénitienne (° 27 janvier 1542).
  - Guy de Tours, poète français (° 1562).
  - Nicolas de Hoey, peintre et graveur néerlandais (° vers 1547).
  - Jana Ueekata, aristocrate et fonctionnaire du gouvernement du royaume de Ryūkyū (° 1549).
  - Simon Ier de Karthli, roi de Karthli de la dynastie des Bagratides (° 1537).
  - Siméon-Guillaume de La Roque, poète français (° 1551).
  - Juan de Ribera, évêque de Badajoz, archevêque de Valence, patriarche latin d'Antioche et vice-roi de Catalogne (° 1532).
  - Jean I de Saive, peintre baroque d'histoire, de scènes de genre, portraitiste et armoriste namurois  (° 1540).
  - Giovanni Scali, prélat catholique de Corse génoise (° 1549).
  - Claude de Trellon, poète français (° ?).
  - Richard White de Basingstoke, juriste et historien anglais, expatrié en France, il y deviendra prêtre catholique (° 1539).
  - Shimazu Yoshihisa, daimyo de l'époque Sengoku de l'histoire du Japon (° 1533).

- 1611 ou 1612 :
- John Gerard, botaniste anglais, célèbre pour son herbier (° 1545).